# Companhia Editora Leitura
A Companhia Editora Leitura foi uma editora do Rio de Janeiro, constituída com a Revista Leitura, em 1942, e mesmo após o fim da revista, em 1968, mediante as repressões da ditadura miliar com a Golpe de 1964, continuou suas atividades. Em 1975 ainda existia, e publicou “História das Lutas do Povo Brasileiro”, de José Barbosa Mello.

## Obras publicadas
- Contos russos
- Formação Histórica da Nacionalidade Brasileira, Manuel de Oliveira Lima, 1944.
- Carlitos, a Vida, a Obra e a Arte do Gênio do Cine, de Manuel Villegas Lopes, 1944, com ilustrações de Oswaldo Goeldi
- Histórias de Alexandre, título inicial de Alexandre e Outros Heróis, Graciliano Ramos, 1944
- O que se deve ler para conhecer o Brasil, Nelson Werneck Sodré, 1945
- Os Homens Falam Demais, Joel Silveira & Francisco de Assis Barbosa, 1945
- História Social do Frevo, Ruy Duarte.
- Zumbi dos Palmares, Leda Maria de Albuquerque
- A Actualidade de Nina Rodrigues, Augusto Lins e Silva
- Vida de Miguel Ângelo, Romain Rolland
- A Voragem, José Eustacio Rivera
- Lampião e seus Cabras, Luna Lins, 1ª edição, Rio de Janeiro, 1963.
- Antologia Poética, Antônio Olinto, 1967
- Contrastes nas Sociedades Tradicionais, Sousa Barros, Rio de Janeiro, 1969.
- História das Lutas do Povo Brasileiro, José Barbosa Mello, 1975